# گولدنیتس
گولدنیتس (به آلمانی: Göldenitz) یک شهر در آلمان است که در هرتسوگتوم لاونبورگ واقع شده‌است.
 گولدنیتس  ۲۳۱ نفر جمعیت دارد.